# ハル・ロブソン＝カヌ
トーマス・ヘンリー・アレックス・"ハル"・ロブソン＝カヌ（Thomas Henry Alex "Hal" Robson-Kanu 、1989年5月21日 - ）は、イギリス・ロンドンイーリング区アクトン出身のプロサッカー選手。ウェールズ代表。ポジションは、フォワード。

## 経歴

### クラブ
アーセナルFCの下部組織でキャリアをスタートするが、15歳で退団しレディングFCに加入した。2007年にトップチームに昇格。サウスエンド・ユナイテッドFCとスウィンドン・タウンFCへのレンタルを経て2009年にトップチームデビューを果たした。当初出場機会は限られていたが、2011–12シーズン以降はチームの主力に定着した。2012年にプレミアリーグ初出場。最終的に公式戦228試合で30ゴールを挙げ、2016年に契約満了によりレディングを退団した。
その後はしばらく無所属の状態が続いたが、後述のUEFA EURO 2016での活躍により、夏の移籍市場最終日の8月31日、プレミアリーグのウェスト・ブロムウィッチ・アルビオンFCと契約した。背番号は4。

### 代表
ロブソン＝カヌは当初出生地であるイングランドの世代別代表に選出されていたが、2010年に自身のルーツである(祖母がケアフィリ出身)ウェールズ代表への変更を決断した。
2010年5月のU-21オーストリア代表戦でウェールズ代表デビュー。5日後、クロアチア代表と試合を行うA代表のメンバーに招集された。ハーフタイムからロバート・アーンショウとの交代で出場したが試合には0-2で敗れた。その後はU-21代表で出場機会を重ねていった。2013年3月開催のワールドカップ予選・ スコットランド代表戦でA代表初ゴール。
UEFA EURO 2016予選では9試合に出場しウェールズ代表の快進撃を支えた。本戦ではスロバキア代表戦とベルギー代表戦でゴールを挙げ、初の4強入りに貢献した。

### ゴール
2016年7月1日現在
| # | 開催日         | 会場                 | 対戦国         | スコア | 結果 | 試合概要                    |
| - | -------------- | -------------------- | -------------- | ------ | ---- | --------------------------- |
| 1 | 2013年3月22日  | グラスゴー           | スコットランド | 2–1    | 2–1  | 2014 FIFAワールドカップ予選 |
| 2 | 2014年10月13日 | カーディフ           | キプロス       | 2–0    | 2–1  | UEFA EURO 2016予選          |
| 3 | 2016年6月11日  | ボルドー             | スロバキア     | 2–1    | 2–1  | UEFA EURO 2016              |
| 4 | 2016年7月1日   | ヴィルヌーヴ＝ダスク | ベルギー       | 2–1    | 3–1  | UEFA EURO 2016              |
| 5 | 2017年9月5日   | キシナウ             | モルドバ       | 1–0    | 2–0  | 2018 FIFAワールドカップ予選 |